# اسلینفولد
اسلینفولد (به انگلیسی: Slinfold) یک روستا و محله مدنی در بریتانیا است که در Horsham District واقع شده‌است. اسلینفولد ۱۶٫۹۵ کیلومتر مربع مساحت و ۱٬۶۴۷ نفر جمعیت دارد.